# 泣かせるぜ
『泣かせるぜ』（なかせるぜ）は、1965年9月18日に公開された日活制作の海洋アクション映画である。監督は松尾昭典。石原裕次郎と渡哲也が初共演を果たした。

## 配役
- 石原裕次郎: 響伸作
- 渡哲也: 白石浩
- 浅丘ルリ子: 新村千加
- 太田雅子: 高梨洋子
- 近藤宏: 安川
- 野呂圭介: チビ勝
- 花澤徳衛: 源爺
- 川地民夫: レコード
- 青木富夫: 松吉
- 榎木兵衛: トーロク
- 柳瀬志郎: クラゲ
- 水木京二: 金魚
- 武藤章生: アンコウ
- 桂小金治: 渋川
- 永井秀明: 堂森
- 郷鍈治: 大沢
- 森みどり: 初枝
- 井上昭文: ポパイ
- 大坂志郎: 山路
- 名古屋章: 兵頭四郎
- 三島雅夫: 三宅

## スタッフ
- 監督 ： 松尾昭典
- 脚本 ： 小川英, 中西隆三
- 企画 ： 高木雅行
- 音楽 ： 嵐野英彦
- 美術 : 中村公彦
- 編集 : 井上親弥
- 主題歌 : 「泣かせるぜ」: 石原裕次郎

## ロケ地
- 三保の松原[3]
- 次郎長通り[3]
- 清水港江尻岩岸[3]